# Nicolas Poussin

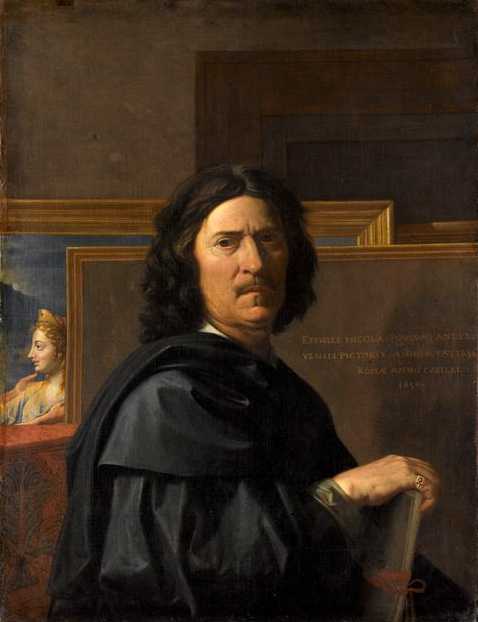
Poussins Självporträtt (1650), Louvren

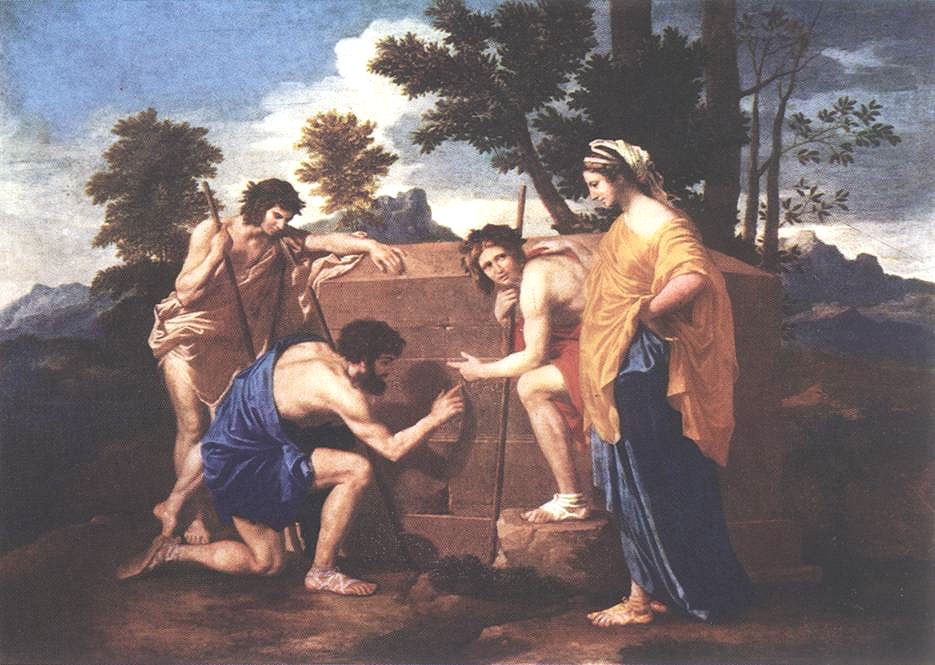
Poussins Et in Arcadia ego (1637-1639), Louvren

Nicolas Poussin, född i juni 1594 i Les Andelys i Eure i Normandie, död 19 november 1665 i Rom, var en fransk målare.

## Biografi
År 1612 begav sig Poussin till Paris, där han hos Georges Lallemant och Ferdinand Elle fortsatte sin utbildning som hade inletts i Rouen hos Quentin Varin. Efter en vistelse i Venedig reste Poussin 1624 till Rom genom förmedling av diktaren och vännen Cavaliere Marino, vars Adinis han illustrerat. Där gynnades han av bland andra kardinalen Francesco Barberini. År 1640 återvände han till Paris, där han utnämndes till kunglig målare. På grund av hovintriger lämnade han redan 1642 åter Paris och bosatte sig på nytt i Rom. Han dog 1665 i Rom och är begraven i San Lorenzo in Lucina.
Poussin anses vara grundaren av den franska klassicismen. Han hävdade, att färgen endast hade ett dekorativt värde i en målning och var av mindre betydelse än de mer formella beståndsdelarna teckning och komposition, vilka tillfredsställer intellektet istället för känslan. Denna hållning kom senare att kallas för poussinism. Från att i sina tidiga målningar ha skapat brokiga målningar blir hans senare målningar utifrån venetianskt inflytande präglade av ett valörrikt ljusdunkel. Utifrån den antika konsten och den italienska renässansen utförde Poussin religiösa och mytologiska historiebilder, porträtt och landskap som alltid fogas in i en sträng ordningsprincip som strävar efter högsta fulländning.

## Et in Arcadia ego
Herdarna i klassisk hållning står vid en sarkofag och tyder inskriften Et in Arcadia ego (Även jag är i Arkadien), d.v.s. även döden är närvarande i denna stilla och harmoniska herdeidyll. Dessa lapidariska ords klassiska koncentration och behärskning framhäver liknande egenskaper hos målningen och ger ett fulländat uttryck för hans melankoli över glädjens flyktighet. 
Det i milt morgonljus dränkta landskapet, vars horisont markeras av en massiv bergskedja som symboliserar beständighet, motsvarar Poussins klassicistiska ideal. Som ett av konstnärens främsta mästerverk har denna berömda ”förgänglighetens elegi” haft ett stort inflytande över landskapsmåleriet därefter.

## Konstverk (i urval)
- Bacchus-Apollo (1620–1625)
- Germanicus död (1627)
- Den helige Erasmus martyrium (1628)
- Barnamorden i Betlehem (1625–1629)
- Midas och Bacchus (1629–1630)
- Poetens inspiration (1629–1630)
- Echo och Narkissos (cirka 1630)
- Pesten i Ashdod (1630)
- Tillbedjan av guldkalven (1633–1634)
- Sabinskornas bortrövande (1633–1634 och 1637–1638)
- Et in Arcadia ego (1627 och 1638-1640)
- Israeliterna samlar manna i öknen (1637-1639)
- En dans till tidens musik (1638)
- Gossen Moses upphittas (1638)
- Gossen Moses trampar på Faraos krona (1645)
- Eudamidas testamente (1644–1648)
- Landskap med Polyfemos (1648)
- Fokions begravning (1648)
- Självporträtt (1650)
- Flykten till Egypten (1657–1658)